# Pseudomesosella ussuriensis
Pseudomesosella ussuriensis là một loài bọ cánh cứng trong họ Cerambycidae.